# Войтюк, Татьяна Владимировна
Татья́на Влади́мировна Войтю́к (19 марта 1953 года, Кировоград, СССР) — фигуристка из СССР, бронзовый призёр чемпионата Европы 1970 года, чемпионка СССР 1972 года, серебряный призёр чемпионатов СССР 1969—1971 и 1973 годов в танцах на льду. Мастер спорта СССР международного класса.
Выступала в паре с Вячеславом Жигалиным. Окончила в 1976 году факультет журналистики МГУ имени Ломоносова. После окончания спортивных выступлений была артисткой балета на льду, журналистом, хореографом и тренером по фигурному катанию.

## Спортивные достижения
| Соревнования/Сезоны | 1969 | 1970 | 1971 | 1972 | 1973 |
| ------------------- | ---- | ---- | ---- | ---- | ---- |
| Чемпионаты мира     | 14   | 4    | 5    | 5    | 5    |
| Чемпионаты Европы   | 10   | 3    | 4    | 5    | 5    |
| Чемпионаты СССР     | 2    | 2    | 2    | 1    | 2    |